# Randolph Lewis Braham
Randolph Lewis Braham (născut Adolf Ábrahám, n. 20 decembrie 1922, București, România – d. 25 noiembrie 2018, New York City, New York, SUA) a fost un istoric evreu-american de origine română, născut într-o familie de evrei din Transilvania, profesor la City University din New York cunoscut pentru cercetările sale în domeniul politicii comparative și al istoriei Holocaustului în Ungaria și România.

## Biografie
Randolph Lewis Braham s-a născut la 20 decembrie 1922 ca mezin între copiii lui Lajos (Ițic Leib) Ábrahám (originar din comuna Mica, Cluj) și ai Esterei, născută Katz (originară din comuna Panticeu, Cluj), în timpul unei vizite a părinților săi la o rudă din București. Numele său la naștere a fost Adolf Ábrahám. 
La scurt timp după nașterea sa, familia s-a reîntors în orașul Dej din Transilvania natală. 
Braham a crescut în condiții de sărăcie. Ca majoritatea evreilor din Dej, părinții săi țineau ritul evreiesc ortodox, însă într-o formă mai modernă, și vorbeau limba maghiară. Băiatul a urmat școala primară evreiască, iar mai târziu gimnaziul românesc „Petru Rareș”, unde s-a distins la învățătură. A urmat un timp și lecții tradiționale de Talmud Tora. În anii de liceu a luat parte în timpul liber la activități sociale și culturale ale tineretului evreiesc din Dej, între altele în cadrul mișcării tinerilor sioniști revizioniști Betar. De asemenea a făcut, din inițiativa părinților, ucenicie într-un atelier de tâmplărie. Stăpânirea meșteșugului confecționării de mobile l-a ajutat în anii 1941-1942, când a fost recrutat în concentrările în detașamentele paramilitare maghiare de tineret „levente” și i-a permis să scape o vreme de corvoade.
Deși a fost toată viața simpatizant al sionismului, încă din copilărie a visat să se stabilească în SUA, unde din anii 1920 emigraseră un unchi și trei mătuși ale sale.

## Anii Holocaustului
În anul 1940 în urma dictatului de la Viena nordul Transilvaniei a fost predat Ungariei. Din cauza legilor antisemite, nu a mai putut să-și termine studiile de liceu. Din 4 octombrie 1943 până în 1945 Braham  a fost trimis într-o unitate de muncă forțată pe frontul ucrainean unde trupele maghiare participau la războiul dus de Germania împotriva Uniunii Sovietice. A muncit la săpături și la alte munci în zona Colomeea și Stanislavov, azi Ivano-Frankivsk. În decembrie 1944, în cursul retragerii armatelor germane și maghiare în fața înaintării armatei sovietice, Braham și alți patru tovarăși de muncă forțată au fugit și s-au ascuns într-o așezare din regiunea Nyiri din nord-estul Ungariei, aproape de frontiera slovacă, unde au fost găzduiți și ajutați de o familie maghiară creștină pe nume Novák. În ianuarie 1945 Braham a fost capturat de armata sovietică și deținut într-un lagăr de prizonieri.
În vara anului 1944 familia sa, a fost deportată de noua administrație Sztójay din Ungaria în lagărele de exterminare din Polonia și 13 din 15 membri ai familiei, între care și părinții lui Braham, au fost omorâți.

## Dupa război. Emigrarea în America
Revenit în 1945 în Transilvania, aproape singur pe lume, Braham a luat examenul de bacalaureat și, cu un prieten din Târgu Mureș, a traversat Ungaria pentru a ajunge în zonele de ocupație americană ale Austriei și Germaniei, de unde se putea emigra mai lesne în S.U.A. A fost găzduit într-un lagăr de persoane deplasate pe fostul aerodrom Ainring și s-a angajat în serviciile destinate refugiaților din cadrul UNRAA și al organizației evreiești americane de asistență Joint. Vreme de aproape doi ani a urmat cursuri la Universitatea din München, în domeniul științelor politice, care au început să-l intereseze după ce a fost martor la repercusiunile experimentelor politice fasciste, național socialiste și, într-o măsură mai mică, comuniste. A emigrat în Statele Unite în decembrie 1947, prin portul Bremen.

## Studiile și activitatea în S.U.A
La New York tânărul Adolf Abraham, devenit Randolph Braham, a lucrat diverse munci, între altele, la magazinul de cravate al unor verișori, pentru a se întreține și a studia la City College.  Deja în 1948 a obținut licența, iar în anul următor masteratul în politologie.
În continuare, cu ajutorul unei burse Hillel, s-a înscris la Noua Școală de Cercetare Socială (New School for Social Research) din New York , azi New School University, pe care a terminat-o cu titlul de doctor (PhD) în anul 1952. Între profesorii săi s-au numărat cercetători exilați din celui de-al III-lea Reich, ca economista Frieda Wunderlich, juriștii Arnold Brecht și Erich Hula, de asemenea juristul franco-rus Boris Mirkine-Guetzevitch. În 1953 Braham a obținut cetățenia americană.
Între 1954- 1959 el a fost cooptat într-o  echipă de cercetare la Institutul de Studii Evreiești YIVO din New York în colaborare cu Institutul Yad Vashem recent înființat (1953) la Ierusalim, în domeniul colecționării de documente, cărți și corespondențe, legate de Holocaustul din Ungaria și teritoriile controlate de ea. A citit numeroase autobiografii, mărturii, memorii, ziare, lucrări teologice și altele referitoare la această perioadă. Rodul dintâi al acestor strădanii A publicat o bibliografie - „The Catastrophe of Hungarian Jewry. A Selected and Annotated Bibliography” (1962), și a unei culegeri de documente - „The Destruction of Hungarian Jewry. A Documentary Acount” (1963).
Braham a făcut parte din Comitetul academic al Muzeului Memorial al Holocaustului din Washington, D.C. și a fost consilier special al Muzeului Patrimoniului evreiesc din New York, a condus Institutul de studiu al Holocaustului de pe lângă Universitatea City din New York (CUNY). El a donat colecția sa de scrisori Muzeului Memorial al Holocaustului din Washington.
Cărțile și articolele sale au folosit drept sursă majoră tribunalelor din diferite state, inclusiv Canada, Germania, Israel și SUA confruntate cu procese de crime de război contra umanității.
Randolph Braham s-a căsătorit în anul 1954 cu Elizabeth, ingineră electronistă, originară din orașul german Mannheim și care, în anii regimului hiterlist, se refugiase cu familia în Italia. Au avut doi fii - Steven și Robert  și doi nepoți.

## Distincții și afilieri
- 1981 - Premiul național evreiesc pentru carte Jewish National Book Award  pentru  lucrarea „Holocaustul în Ungaria”
- 1995 - Ordinul de merit al Republicii Ungare cu Crucea de Ofițer - Braham a returnat ordinul la 14 iunie 2013 în semn de protest față de ridicarea unui monument de comemorare a ocupării Ungariei de către armata nazistă și în general față de modul evaziv în care prezintă guvernul Viktor Orbán în fața opiniei publice responsabilitatea statului maghiar în organizarea Holocaustului evreilor din Ungaria
- 1998 - Premiul Oscar pentru filmul documentar The Last Days realizat de regizorul James Moll cu colaborarea profesorului Braham (și a prof. Michael Berenbaum) și consacrat istoriei Holocaustului pe teritoriile administrate de Ungaria
- 2002 - Premiul Pro Cultura Hungarica din partea Ministerului culturii al Ungariei
- 2004 - Ordinul Steaua României cu rangul de ofițer - din partea președintelui Ion Iliescu. Braham a declinat însă această onoare în semn de protest după ce președintele Iliescu a acordat-o și poetului și politicianului de extremă dreapta Corneliu Vadim Tudor.
- 2009 - Premiul ecumenic Ladislav Last pentru toleranță și înțelegere religioasă și socială - din partea Universității din Beer Sheva, Israel

## Lucrări
Randolph L.Braham a scris sau participat la redactarea a peste 60 de cărți și este autorul a peste 300 de articole: 
- 1961 Eichmann and the Destruction of Hungarian Jewry, Twayne, New York

(în maghiară - Eichmann és a magyar zsidóság pusztulása, Pro Arte, New York 1962)
- 1962 The Hungarian Jewish Catastrophe, Marstin, New York
- 1963. The Destruction of Hungarian Jewry: A Documentary Account. 2 Vol. New York: Pro Arte.
- 1964 Education in the People's Republic of Romania, 1964.
- 1966 Israel: a Modern Education System.
- 1969  The Eichmann Case, A Source Book, New York 1969.
- 1970  Education in the Hungarian People's Republic, Washington .
- 1977. The Hungarian Labor Service System, 1939-1945.East European Monographs, Boulder CO 1977, Distributed by Columbia University
- 1977  The Treatment of Hungarian Jews in German-occupied Europe, Jerusalem .
- 1981 The Politics of Genocide, The Holocaust in Hungary I-II, Columbia University Press, New York
- 1983   Genocide and Retribution, The Holocaust in Hungarian-ruled Northern Transylvania, Kluwer–Nijhoff, Boston–The Hague.
- 1983 (redactor) Contemporary Views on the Holocaust (tangy.), Boston 1983
- 1985 (redactor) - cu Vágó Béla - The Holocaust in Hungary: Forty Years Later, New York
- 1985  Jewish Leadership during the Nazi Era: Patterns of Behavior in the Free World, East European Monographs, Boulder CO 1985.
- 1986   The Tragedy of Hungarian Jewry, East European Monographs, Boulder CO 1986
- 1994. The Politics of Genocide: The Holocaust in Hungary. Revised and enlarged edition. 2 Vol.  Distributed by Columbia University Press.
- 1996 (red.) Randolph L. Braham, ed. The Destruction of Romanian and Ukrainian Jews During the Antonescu Era. Social Science Monographs; East European Monographs, no. 483. Boulder; New York: Columbia University Press
- 1997. A népirtás politikája. A Holocaust Magyarországon. 2 Vol. [The Politics of Genocide: The Holocaust in Hungary]. Budapest:Belvárosi Könyvkiadó.
- 1998 (cu Scott Miller - redactori) The Nazis` Last Victims - The Holocaust in Hungary  Wayne State University Press/U.S.Holocaust Memorial Museum . Detroit
- 2001. The Holocaust in Hungary: A Selected and Annotated Bibliography, 1984-2000. Distributed by Columbia University Press.
- 1997. Braham and Attila Pók. The Holocaust in Hungary: Fifty Years Later. Distributed by Columbia University Press.
- 2007. A Magyarországi Holokauszt Földrajzi Enciklópédiája asistat de Zoltán Tibori Szabó:

(The Geographical Encyclopedia of the Holocaust in Hungary), 3 vols. Budapest,Park Könyvkiadó, 2007   
- 2007. Braham and Julia Bock. The Holocaust in Hungary: A Selected and Annotated Bibliography, 2000-2007.

## Legături externe
- Interviu cu R.S. Braham în revista evreiască maghiară Múlt és Jövõ Arhivat în 4 august 2007, la Wayback Machine.
- Scurtă biografie
- Scrisoare publică de renunțare la Ordinul de merit al Ungariei, 26 ianuarie 2014